# Torgil Ekman
Torgil Ekman, född 11 december 1935, död 23 februari 2025 i Lund, var datalog och läroboksförfattare.
Torgil Ekman var universitetslektor i datavetenskap vid Lunds universitet. 
Från hösten 1958 samarbetade han med Carl-Erik Fröberg kring den helt nya SMIL (SifferMaskinen i Lund), som var den första datorn i Lund och bland de allra första i Sverige.
Torgil Ekman utförde tillsammans med Leif Robertsson, ett pionjärarbete vid framtagning av en Algol-kompilator (Algol 60) för SMIL, som påbörjades med en studieresa i Köpenhamn hos Peter Naur i februari 1959 där han fick tillgång till en tidig version av Algol 60-specifikationen. För att få kompilatorn att fungera fick Ekman övertyga Kjell Jönsson lägga till nya instruktioner för det så kallade "80-hoppet" i SMIL. Instruktionen användes för att hämta parametrar till funktionsanrop. Det första testprogrammet var skrivet av Sten Henriksson och utförde integration med Simpsons regel. Kompilatorn blev klar i februari 1962. Det blev därmed betydligt enklare att använda denna tidiga dator. 
Han intog också en ledande roll vid uppläggning av kurser i programmering inom civilingenjörsutbildningen som startade vid LTH i Lund under 1960-talet. Med stort engagemang arbetade han med denna utbildning under fyra decennier. 
I detta sammanhang skrev han själv och medarbetade i ett antal läroböcker inom datautbildningen, t.ex. för programmeringsteknik och programspråk som Algol, COBOL, Fortran och Pascal. Dessa böcker fick stor spridning och användes i utbildningen på många universitet och högskolor, även utomlands.